# Panasonic Lumix DMC-FZ150
Panasonic Lumix DMC-FZ150 — псевдозеркальный цифровой фотоаппарат (ультразум) компании Panasonic, выпущенный в августе 2011 года, преемник DMC-FZ100. Несмотря на уменьшенное разрешение (12 мегапикселей, вместо 14 у предшественника), качество изображение этой камеры превосходит качество предыдущей модели.
Аппарат заменил на рынке модель Panasonic Lumix DMC-FZ100, подвергшуюся критике со стороны фотографов за невысокое качество изображения и большое количество шумов. Основные отличия от предшественника:
- уменьшено разрешение с 14 до 12 мегапикселей
- появилась функция съемки 3D-снимков в формате MPO
- появился ассистент создания панорамных снимков
- светочувствительность повышена до 3200 ISO (не boost)
- добавлен внешний вход для микрофона
- вес уменьшен до 484 г.
- запись видео до 60 кадров в секунду
- увеличена батарея — до 410 снимков
- выдержка уменьшилась с 60 до 30 секунд

## Описание
DMC-FZ150 относится к псевдозеркальным ультразумам и оснащен цифровой матрицей 1/2,3" КМОП с максимальным разрешением 12,1 мегапиксель (разрешение снимка 4000×3000 пикселей). Обработка данных проводится процессором Venus Engine, позволящим ускорить обработку изображения и работу автофокуса (примерно в два раза быстрее, по сравнению с предшественником).
В качестве видоискателя можно использовать LCD-дисплей (3 дюйма, 460 000 пикселей) или электронный видоискатель 0,2" (201 600 пикселей). Переключение между обоими происходит с помощью кнопки рядом с электронным видоискателем. При закрытом дисплее изображение выводится на электронный видоискатель. LCD-дисплей полностью артикулируем.
DMC-FZ150 оснащен несъёмным объективом Leica DC с оптическим стабилизатором (OIS). Эквивалентное фокусное расстояние 24-кратного зум-объектива объектива составляет 24—600 мм (экв. 35 мм). Возможные значения диафрагмы объектива — f/2,8 — f/5,2. Максимальный зум (вместе с цифровым) — 32×.
Камера имеет макрорежим, позволяющий сфокусироваться на объекте, находящимся на удалении не менее, чем 1 см от объектива.
Камера поддерживает сохранение фотографий в формат JPEG (DCF/Exif2.21) и Raw. Поддерживается запись видео формата MJPEG, MPEG4 и AVHD (30 или 60 кадров в секунду, разрешение до 1920×1080). Возможна запись с разрешением 320×240 со скоростью 220 кадров в секунду.
При создании 3D-изображений камера делает 20 кадров (пользователь при этом должен перемещать камеру горизонтально), из которых затем выбираются два наиболее подходящих снимка и создаётся многослойное 3D-изображение в формате MPO. Просмотр таких изображений возможен на совместимых с форматом приборах (телевизорах, проекторах, поддерживающих этот формат и 3DS). Сама камера такие изображения проигрывать не может (в отличие от Sony HX200V, которая использует гироскоп, для отображения 3D-изображений).
В комплекте с камерой идут программы для обработки фотографий (в том числе RAW), видео и создания панорам из созданных камерой файлов и некоторых других операций (например, закачивание файлов на популярные хостинги или социальные сайты).
Аппарат имеет многие функции, характерные для зеркальных камер — диск режимов фотоаппарата, позволяющий оперативно менять параметры съёмки, горячий башмак для TTL-фотовспышек, поддержка RAW-формата, выход для микрофона. По физическим размерам и весу он также сопоставим с небольшими зеркальными камерами. С компактными камерами его сближает большое количество автоматических настроек.